# Campeonato Iberoamericano de Atletismo de 2012
El XV Campeonato Iberoamericano de Atletismo de 2012 fue una competición deportiva que se celebró entre los días 8 y 10 de junio de 2012 en el Polideportivo Máximo Viloria de la ciudad de Barquisimeto, Venezuela, y en la que participaron 38 países iberoamericanos de Europa, América y África. 
Esta edición de los Juegos se realizó en homenaje a los atletas venezolanos que participaron y quedaron campeones de los II Juegos Atléticos Iberoamericanos celebrados en Madrid en 1962, conocidos como "Los Superdotados del atletismo venezolano".
La delegación de Brasil terminó la competencia como el máximo ganador, con 14 medallas de oro, 17 de plata y 13 de bronce, para un total de 44 medallas.

## Estadio y pistas
Inicialmente se había considerado celebrar la competición en la ciudad de Caracas, pero en abril de 2011 el comité organizador traslada la competencia a Maracay. Debido a ello, se decidió refraccionar el estadio Hermanos Ghersi para recibir la justa. Sin embargo, los plazos se acabaron sin que se hayan concluido los trabajos de refracción, por lo que nuevamente se decide cambiar la fecha del campeonato (de mayo a junio) y mudar la sede de la justa, esta vez al Polideportivo Máximo Viloria de Barquisimeto, que ya había acogido el Sudamericano de Atletismo de 2003.
Para la refracción del polideportivo se destinó la cantidad de 26 millones de bolívares según fuentes del Ministerio del Deporte venezolano. Las labores de refracción consistieron en pintura, reparación de sanitarios, instalación del techo de tribunas, así como arreglos en el sistema eléctrico, las pistas de calentamiento, las canchas, las casetas de verificación de datos y el estacionamiento.

## Países participantes por continentes
En la siguiente tabla podemos apreciar a los países que participaron en esta edición 
| Región 1: América Central y el Caribe                                                                                               | Región 2: Sudamérica                                                                                | Región 3: Europa              | Región 4: África                                                                              |
| --- | --------------------------------------------------------------------------------------------------- | ----------------------------- | --------------------------------------------------------------------------------------------- |
| - Aruba - Costa Rica - Cuba - El Salvador - Guatemala - Honduras - México - Nicaragua - Panamá - Puerto Rico - República Dominicana | - Argentina - Bolivia - Brasil - Chile - Colombia - Ecuador - Paraguay - Perú - Uruguay - Venezuela | - Andorra - España - Portugal | - Angola - Cabo Verde - Guinea-Bisáu - Guinea Ecuatorial - Mozambique - Santo Tomé y Príncipe |

## Resultados

### Masculino
| Evento                  | Oro                                                      | Oro                              | Plata                                                             | Plata                   | Bronce                                                    | Bronce                      |
| ----------------------- | -------------------------------------------------------- | -------------------------------- | ----------------------------------------------------------------- | ----------------------- | --------------------------------------------------------- | --------------------------- |
| 100 m                   | Álex Quiñónez                                            | 10.33                            | Sandro Viana                                                      | 10.42                   | Carlos Rodríguez                                          | 10.60                       |
| 200 m                   | Álex Quiñónez                                            | 20.34 Récord Ecuatoriano         | Aldemir Gomes da Silva                                            | 20.57                   | Sandro Viana                                              | 20.69                       |
| 400 m                   | Anderson Henriques                                       | 45.59                            | William Collazo                                                   | 45.80                   | Arturo Ramírez                                            | 45.84                       |
| 800 m                   | Andy González                                            | 1:46.93                          | Fabiano Peçanha                                                   | 1:47.15                 | Tayron Reyes                                              | 1:48.03 Récord Dominicano   |
| 1500 m                  | Leandro de Oliveira                                      | 3:47.76                          | Alberto Imedio                                                    | 3:48.46                 | Carlos Díaz                                               | 3:48.50                     |
| 3000 m                  | Víctor Aravena                                           | 8:04.46                          | Leslie Encima                                                     | 8:04.99                 | Flávio Seholhe                                            | 8:05.64 Récord Mozambiqueño |
| 5000 m                  | Marvin Blanco                                            | 14:19.89                         | Javier Carriqueo                                                  | 14:22.12                | Veiga Escobedo                                            | 14:23.36                    |
| 110 m con vallas        | Ignacio Morales                                          | 13.54                            | Héctor Cotto                                                      | 13.69                   | Francisco López]]                                         | 13.77                       |
| 400 m con vallas        | Eric Alejandro                                           | 49.36                            | Amauri Valle                                                      | 49.69                   | Hederson Estefani                                         | 49.71                       |
| 3000 m con obstáculos   | José Peña                                                | 8:37.67                          | Marvin Blanco                                                     | 8:45.34                 | Gladson Barbosa                                           | 8:50.84                     |
| Relevo 4 × 100 m        | Carlos Moares Sandro Viana Nilson André Aldemir da Silva | 38.95                            | Jermaine Chirinos Arturo Ramírez Diego Rivas José Eduardo Acevedo | 39.01 Récord Venezolano | Jhon Valencia Franklin Nazareno Jhon Tamayo Alex Quiñónez | 40.83                       |
| Relevo 4 × 400 m        | Noel Ruiz Raidel Acea Orestes Rodríguez Williams Collazo | 3:00.43                          | Arturo Ramírez Albert Bravo José Meléndez Omar Longart            | 3:01.70                 | Gustavo Cuesta John Soriano Winder Cuevas Luguelin Santos | 3:03.02                     |
| Marcha 20 km            | James Rendón                                             | 1:26:12.03 Récord Iberoamericano | Moacir Zimmermann                                                 | 1:29:15.59              | Rubén Abreu                                               | 1:30:09.14                  |
| Salto de altura         | Wanner Miller                                            | 2.28 m                           | Guilherme Cobbo                                                   | 2.25 m                  | Diego Ferrín                                              | 2.25 m                      |
| Salto de garrocha       | Germán Chiaraviglio                                      | 5.40 m                           | Augusto Dutra                                                     | 5.30 m                  | Yanquier Lara                                             | 5.20 m                      |
| Salto largo             | Georni Jaramillo                                         | 8.02 m                           | Jean Marie Okutu                                                  | 7.87 m                  | Rogério Bispo                                             | 7.67 m                      |
| Salto triple            | Yoandri Betanzos                                         | 16.75 m                          | Jefferson Sabino                                                  | 16.70 m                 | Jonathan Henrique Silva                                   | 16.48 m                     |
| Lanzamiento de bala     | Germán Lauro                                             | 20.13 m                          | Carlos Velis                                                      | 19.97 m                 | Darlan Romani                                             | 18.93 m                     |
| Lanzamiento de disco    | Germán Lauro                                             | 63.55 m                          | Ronald Julião                                                     | 61.67 m                 | Pedro Cuesta                                              | 59.77 m                     |
| Lanzamiento de martillo | Roberto Janet                                            | 72.74 m                          | Wagner Domingos                                                   | 71.91 m                 | Juan Cerra                                                | 70.86 m                     |
| Lanzamiento de jabalina | Braian Toledo                                            | 77.33 m                          | Arley Ibargüen                                                    | 76.48 m                 | Dayron Márquez                                            | 76.48 m                     |
| Decatlón                | Luiz Alberto Araújo                                      | 7772 pts                         | Anderson Venâncio                                                 | 7482 pts                | Tiago Marco                                               | 7338 pts                    |

### Femenino
| Evento                  | Oro                                                                | Oro                                                | Plata                                                          | Plata                      | Bronce                                                           | Bronce   |
| ----------------------- | ------------------------------------------------------------------ | -------------------------------------------------- | -------------------------------------------------------------- | -------------------------- | ---------------------------------------------------------------- | -------- |
| 100 m                   | Rosangela Santos                                                   | 11.41                                              | Evelyn dos Santos                                              | 11.44                      | María Idrobo                                                     | 11.53    |
| 200 m                   | Evelyn dos Santos                                                  | 22.99                                              | María Idrobo                                                   | 23.20                      | Marielis Sánchez                                                 | 23.26    |
| 400 m                   | Daisurami Bonne                                                    | 52.27                                              | Geisa Coutinho                                                 | 52.66                      | Joelma Sousa                                                     | 52.72    |
| 800 m                   | Rosibel García                                                     | 2:03.00                                            | Rose Mary Almanza                                              | 2:03.29                    | Adriana Muñoz                                                    | 2:03.71  |
| 1500 m                  | Adriana Muñoz                                                      | 4:20.36                                            | Andrea Ferris                                                  | 4:20.50                    | Sandra López                                                     | 4:21.00  |
| 3000 m                  | Tatiele Carvalho                                                   | 9:20.07                                            | Nadia Rodríguez                                                | 9:23.17                    | Catarina Ribeiro                                                 | 9:26.98  |
| 5000 m                  | Sandra López                                                       | 16:10.77                                           | Fabiana Cristine da Silva                                      | 16:12.20                   | Nadia Rodríguez                                                  | 16:18.51 |
| 100 m con vallas        | Eliecith Palacios                                                  | 13.15                                              | Belkis Milanés                                                 | 13.21                      | Lavonne Idlette                                                  | 13.24    |
| 400 m con vallas        | Lucimar Teodoro                                                    | 56.99                                              | Sharolyn Scott                                                 | 57.11                      | Yolanda Osana                                                    | 57.15    |
| 3000 m con obstáculos   | Yony Ninahuaman                                                    | 10:24.95                                           | María Mancebo                                                  | 10:28.86                   | Eliane Luanda Pereira                                            | 10:44.36 |
| Relevo 4 × 100 m        | Geisa Coutinho Lucimar de Moura Evelyn dos Santos Rosângela Santos | 43.90                                              | Marielis Sánchez Fany Chalas Marleny Mejías Margarita Manzueta | 44.04 NR                   | Eliecit Palacios Alejandra Idrobo Nelcy Caicedo Darlenys Obregón | 44.42    |
| Relevo 4 × 400 m        | Joelma das Neves Jailma de Lima Geisa Coutinho Lucimar Teodoro     | 3:28.56                                            | Aimée Martínez Daysurami Bonne Rosemarie Almanza Adriana Muñoz | 3:29.13                    | Santa Félix Yolanda Valerio Marleny Mejías Raysa Sánchez         | 3:38.48  |
| Marcha 10K              | Arabelly Orjuela                                                   | 46:21.69                                           | Ingrid Hernández                                               | 48:48.81                   | Milangela Rosales                                                | 48:10.81 |
| Salto de altura         | Romary Rifka                                                       | 1.89 m                                             | Aline Santos                                                   | 1.84 m                     | Mónica Araújo de Freitas                                         | 1.81 m   |
| Salto con garrocha      | Dailis Caballero                                                   | 4,50 m                                             | Karla da Rosa                                                  | 4,10 m                     | Sara Pereira                                                     | 4,10 m   |
| Salto largo             | Eliane Martins                                                     | 6.55 m                                             | Macarena Reyes                                                 | 6.14 m                     | Giselle de Albuquerque                                           | 6.14 m   |
| Salto triple            | Susana Costa                                                       | 13.64 m                                            | Gisele Lima                                                    | 13.46 m                    | Gisele Landazury                                                 | 13.28 m  |
| Lanzamiento de bala     | Geisa Arcanjo                                                      | 18.84 m                                            | Natalia Duco                                                   | 18.46 m                    | Misleydis González                                               | 18.03 m  |
| Lanzamiento de disco    | Andressa de Morais                                                 | 64.21 m Récord Sudamericano                        | Fernanda Borges                                                | 57.87 m                    | Karen Gallardo                                                   | 57.40 m  |
| Lanzamiento de martillo | Rosa Rodríguez                                                     | 71.76 m Récord Iberoamericano                      | Jennifer Dahlgren                                              | 71.23 m                    | Johana Moreno                                                    | 68.58 m  |
| Lanzamiento de jabalina | Flor Denis Ruiz                                                    | 58.21 m                                            | Leryn Franco                                                   | 57.77 m Récord Paraguayo   | Laila Ferrer e Silva                                             | 57.14 m  |
| Heptatlón               | Lucimara da Silva                                                  | 6160 pts Récord Sudamericano Récord Iberoamericano | Thaymara Rivas                                                 | 5622 pts Récord Venezolano | Tamara de Sousa                                                  | 5548 pts |

## Medallero
País organizador
| Núm.  | País                 | Oro | Plata | Bronce | Total |
| ----- | -------------------- | --- | ----- | ------ | ----- |
| 1     | Brasil               | 14  | 17    | 13     | 44    |
| 2     | Cuba                 | 8   | 6     | 4      | 18    |
| 3     | Colombia             | 6   | 3     | 5      | 14    |
| 4     | Venezuela            | 4   | 4     | 2      | 10    |
| 5     | Argentina            | 4   | 3     | 2      | 9     |
| 6=    | Ecuador              | 2   | 0     | 2      | 4     |
| 6=    | México               | 2   | 0     | 2      | 4     |
| 8     | Chile                | 1   | 3     | 2      | 6     |
| 9     | Puerto Rico          | 1   | 1     | 1      | 3     |
| 10    | Portugal             | 1   | 0     | 2      | 3     |
| 11    | Perú                 | 1   | 0     | 0      | 1     |
| 12    | República Dominicana | 0   | 2     | 6      | 8     |
| 13    | España               | 0   | 2     | 2      | 4     |
| 14=   | Costa Rica           | 0   | 1     | 0      | 1     |
| 14=   | Panamá               | 0   | 1     | 0      | 1     |
| 14=   | Paraguay             | 0   | 1     | 0      | 1     |
| 17    | Mozambique           | 0   | 0     | 1      | 1     |
| Total | Total                | 44  | 44    | 44     | 132   |